# Вектор атаки (кибербезопасность)
Вектор атаки — последовательность действий или средство для получения неавторизованного доступа к защищённой информационной системе; другими словами, это способ посягательства на любую из трёх составляющих безопасности информационной системы (конфиденциальность, целостность, доступность обращающейся/содержащейся в ней информации).
В качестве возможных векторов атаки на закрытые данные могут быть использованы методы социальной инженерии, эксплуатация известных уязвимостей операционной системы и приложений, установка вредоносного кода (например кейлогеров) на рабочей станции пользователей с правами доступа и т. п. Как правило, вектор атаки не является единственным, разные вектора атаки не являются взаимоисключающими, а выбор конкретного вектора атаки зависит от мотивации и квалификации злоумышленников, которые, чаще всего, полагаются на наиболее знакомые и проверенные методы. Например, киберпреступники с навыками разработки кода могут полагаться на создание и использование специального программного обеспечения, хакеры и крэкеры — на получение информации о пользовательских способах авторизации (в качестве которых обычно выступают пароли) и т. п.
Отмечено, что в последние годы резко увеличилось количество, сложность и изощрённость наблюдаемых кибератак. Тем не менее, одним из доминирующих «поставщиков» векторов для атаки на закрытые данные остаются дефекты и уязвимости современных операционных систем практически всех видов Windows, Mac OS и Unix. Кроме них, для удалённого доступа к базам данных с ценной информацией также активно эксплуатируются возможности манипуляции SQL-запросами с внедрением SQL-кода. Нередко также в дело идут электронные письма со вложенным хакерским кодом, схемы сетевого фишинга, компьютерные черви для поиска и оценки уязвимостей, текстовые документы со встроенными макросами, инфицирующими системное окружение, DDOS-атаки и т. п. Цели и задачи злоумышленника значительно упрощаются, если на компьютере жертвы имеются открытые порты, для авторизации используются слабые пароли, отсутствует настройка файерволла и т. п.